# Dodonaea baueri
Dodonaea baueri Endl.  är en kinesträdsväxtart som  ingår i släktet Dodonaea och familjen kinesträdsväxter. 
Inga underarter finns listade i Catalogue of Life.